# 萨波纳拉
萨波纳拉（義大利語：Saponara），是意大利西西里大区墨西拿廣域市的一个市镇。总面积26平方公里，人口4087人，人口密度157.2人/平方公里（2009年）。ISTAT代码为083092。